# 成珍
成珍（？—？），字镇寰，后改名成琰，陕西西安府朝邑縣成家庄人。

## 生平
家贫，雅自持，拾金还主，活两命。万历四十年（1612年）壬子科陕西乡试举人，四十一年（1613年）联捷癸丑科進士，知钜野县，爱民如子，民不忍讼，岁饥赈粥，躬亲调度，邑无死亡。顷之，调武强，时吕公维祺以司理至县，民男女老幼数万人求保留琰，哭声震野，吕为涕泗。及在武强，迁官将还，士庶涕泣争送，贫无以归，至剥所服带。后屡迁户部郎中，上疏多见嘉纳。时以多事，命各官输马，琰傾俸，几不足购。京师戒严，分守东门月馀，给饷独丰，军士德之。闻于内，神宗称叹。迁知夔州府，清直益著，属吏皆兢兢法度。值生辰，士民制锦幛称寿，琢金为字，琰略远视，以为销金书者。久之始觉，立命剔还。秩满归家，读书教子弟，不以亲故干邑宰，邑大利病则力争之，亦无有不从。里书诡寄飞酒，多嫁役贫弱，不避劳怨，为清厘著籍，用之数十年。邑东接蒲，以黄河西徙，蒲人强侵田，格斗不已，多死者，上书当事云：土地、人民、政事，兹谓三宝，朝之滩地，晋实吞之；朝之赤子，晋实杀之。土地之谓何？人民之谓何？漠视纷争，不为振救，政事之谓何？后乃得旨，各抚按会立界，河东、潼关互钳制，亦亲往调剂，蒲、朝咸服，争遂息。少有志操，老弥贞方，严峭直，人皆敬而畏之。卒日，贫如洗，至无以给丧，殁后四十馀年，钜野人追思不置，崇祀名宦。流寇之乱，邑绅多受其祸，以珍为贤，下令敢入成氏村，一队皆斩，此与司空图、马文升相类。。

## 家族
弟成珩，崇祯六年癸酉举人。孙成藻，清朝康熙壬子拔贡。